# Cursa (criquet)
La cursa (en anglès, run) és la unitat de puntuació al criquet. S'utilitza per mesurar tant la puntuació d'un equip durant un partit o una entrada com el rendiment dels batedors individuals.

## Curses marcades

### A càrrec dels batedors
En qualsevol moment durant una entrada, hi ha dos batedors del costat que bat, el que ha de marcar curses, al camp. Una vegada que la pilota és posada en joc per un llançador, i en general ha estat tocada pel bat del batedor que s'enfronta al llançador, s'anota una cursa si els dos batedors canvien de posició. Es puntuen dues curses si canvien de posició dues vegades, i així successivament. L'amenaça de ser eliminat en quedar run out fa aturar els batedors.
Si el batedor que mira cap al terreny de joc llança la pilota directament fora dels límits, sense que toqui el terra, el seu equip anota sis carreres, això és un «sis». Si l'envia fora del camp, però abans de sortir toca a terra o a un jugador contrari, el seu equip anota quatre carreres, i parlem de «forn».
En tots els casos, si el batedor que mira al terreny de joc toca la pilota amb el seu bat abans d'anotar aquestes carreres, les carreres anotades al terreny de joc mitjançant l'intercanvi de posició o enviant la pilota fora dels límits se li acreditaran i s'afegeixen a les seves estadístiques individuals.

### Suplements i penalitzacions
Altres regles permeten a un equip anotar carreres. En els casos següents, les curses no s'acrediten a cap batedor, sinó que s'anomenen «extres».
L'equip al bat marca una carrera si el llançament és erràtic (sense pilota) o si la pilota passa massa lluny del batedor (bola ampla). Si el terreny de joc és regular, el batedor que l'enfronta no toca la pilota amb el seu bat, però ell i el seu company aconsegueixen intercanviar posició, llavors les carreres anotades són byes. Si toca la pilota amb el cos i no és eliminat, llavors parlem d’adéu de cama.
En algunes situacions, es poden concedir carreres de penalització si l'equip del camp es comporta de manera incorrecta.

## Rècords de cursa

### Rècords internacionals
Estadístiques actualitzades a 21 de juny de 2018.
| Millors totals          | criquet de prova                                       | Internacional d'un dia                         | Twenty20 Internacional                        |
| ----------------------- | ------------------------------------------------------ | ---------------------------------------------- | --------------------------------------------- |
| Individual en una cursa | Sachin Tendulkar, 15.921 Índia                         | Sachin Tendulkar, 18.426 Índia                 | Martin Guptill, més de 2.200 Nova Zelanda     |
| Individual en una cursa | Brian Lara, 400* Índies occidentals v Angleterra, 2004 | Rohit Sharma, 264 Índia contra Sri Lanka, 2014 | Aaron Finch, 159 Austràlia - Anglaterra, 2013 |
| Col·lectiu en una ronda | Sri Lanka Declaració (cricket), 952/6d v Índia, 1997   | Anglaterra, 481/6 v Austràlia, 2018            | Austràlia, 263/3 contra Sri Lanka, 2016       |

### Registres generals
Estadístiques actualitzades a 30 de setembre de 2008.
| Millors totals          | Criquet de primera classe                                  | Llista A criquet                        | Vint20                                                                     |
| ----------------------- | ---------------------------------------------------------- | --------------------------------------- | -------------------------------------------------------------------------- |
| Individual en carrera   | Jack Hobbs, 61 760 Anglaterra                              | Graham Gooch, 22 211 Anglaterra         | Brad Hodge, 1 661 Austràlia                                                |
| Individual en una ronda | Brian Lara, 501 no sortit Warwickshire contra Durham, 1994 | Ali Brown, 261 Surrey v Glamorgan, 2002 | Brendon McCullum, 158 no outs Knight Riders contra Royal Challengers, 2008 |
| Col·lectiu en una ronda | Victoria, 1107 v Nova Gal·les del Sud, 1926 – 1927         | Surrey, 496/4 v Gloucestershire, 2007   | Sri Lanka, 260/6 v Kenya, 2007                                             |